# Hogna patricki
Hogna patricki là một loài nhện trong họ Lycosidae.
Loài này thuộc chi Hogna. Hogna patricki được William Frederick Purcell miêu tả năm 1903.